# Ferdinando Panciatichi Ximenes d'Aragona

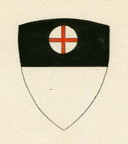
Stemma Panciatichi

Il marchese Ferdinando Panciatichi Ximenes d'Aragona (Firenze, 10 marzo 1813 – Reggello, 18 ottobre 1897) è stato un politico, architetto, ingegnere, botanico, imprenditore, intellettuale e bibliofilo italiano.

## Biografia
Ferdinando Panciatichi Ximenes d'Aragona nacque a Firenze da Leopoldo Panciatichi (1766-1818) e Margherita Rosselmini, di famiglia pisana. 
Nel 1840 la famiglia poteva annoverarsi come quarta casata fiorentina più ricca dopo i Corsini, i Rinuccini e i Torrigiani. 
Il Marchese è stato (pur senza laurea) architetto, ingegnere, botanico (nel 1864 acquista la prima sequoia pagandola ben 224 Lire) e bibliofilo, imprenditore, politico, scienziato, appassionato di fotografia e intellettuale poliedrico; ha operato e aiutato con donazioni le più importanti istituzioni culturali di Firenze: Accademia di Belle Arti,  Museo del Bargello,  Uffizi, Accademia dei Georgofili, Società Toscana di Orticultura. 
Nel 1859 vendette al granduca Leopoldo II di Toscana, poco prima dell'esilio volontario di quest'ultimo dovuta all'imminente guerra franco-piemontese contro l'Austria,  parte del suo patrimonio librario a quella che era ancora definita Biblioteca Palatina e che successivamente con la Biblioteca Magliabechiana pochi anni dopo costituiranno la Biblioteca Nazionale di Firenze. 
Amante dell'arte e collezionista di oltre 500 quadri di pregio, parte dei quali oggi sono ospitati nei maggiori musei di tutto il mondo, possedeva una Galleria e Museo (in parte nel suo palazzo in Borgo Pinti e in parte al  Castello di Sammezzano) di eccezionale valore che metteva a disposizione di chi voleva visitarla dietro pagamento di un regolare biglietto.
Profondo conoscitore di Dante fu nel 1865, tra gli altri, anche Presidente del Comitato per le celebrazioni del centenario, occasione nella quale fu decisa anche l'istituzione del Museo del Bargello, dove Ferdinando Panciatichi partecipò sia come prestatore di armi orientali sia come esperto nella scelta degli acquisti, la direzione e amministrazione dell'istituzione.
Durante gli anni di Firenze Capitale ci fu la necessità di costruire nuove abitazioni e uffici per i funzionari, questo portò alla realizzazione di nuovi quartieri residenziali come ad esempio l'odierna Villa La Mattonaia nell'area compresa tra  piazza d'Azeglio e via Giusti, zona in cui Panciatichi possedeva diversi terreni e case tra cui lo stesso palazzo Ximenes che da questa operazione ne uscì in parte mutilato nella sezione dello splendido giardino. Il Marchese, allora nel Consiglio Generale del Comune di Firenze, si oppose dapprima all'espropriazione dei terreni ai possidenti più abbienti, e poi invece rivendette a prezzi più alti gli stessi lotti all'ingegnere Vincenzo Stefano Breda che si era aggiudicato la costruzione e la vendita degli immobili.
Tra i suoi possedimenti (ampliati con l'unione delle due casate dei Panciatichi e degli Ximenes nel 1816) vi erano il Palazzo Panciatichi (oggi di proprietà della Regione Toscana), il Palazzo Ximenes da Sangallo in Borgo Pinti (ancora di proprietà dei discendenti),  villa Torre degli Agli (oggi di proprietà demaniale nel quartiere di Novoli, dove veniva coltivato il famoso agrume chiamato Bizzarria, che incrocia arancia, cedro e limone), Villa La Loggia sulla via Bolognese (oggi sede di una nota casa editrice), Villa L'Apparita (venduta al suo amico architetto Niccolò Matas (famoso per aver progettato il Cimitero delle Porte Sante e la facciata della Basilica di Santa Croce a Firenze), poi inoltre la tenuta di Saturnia, in Maremma, nell'attuale area delle terme.

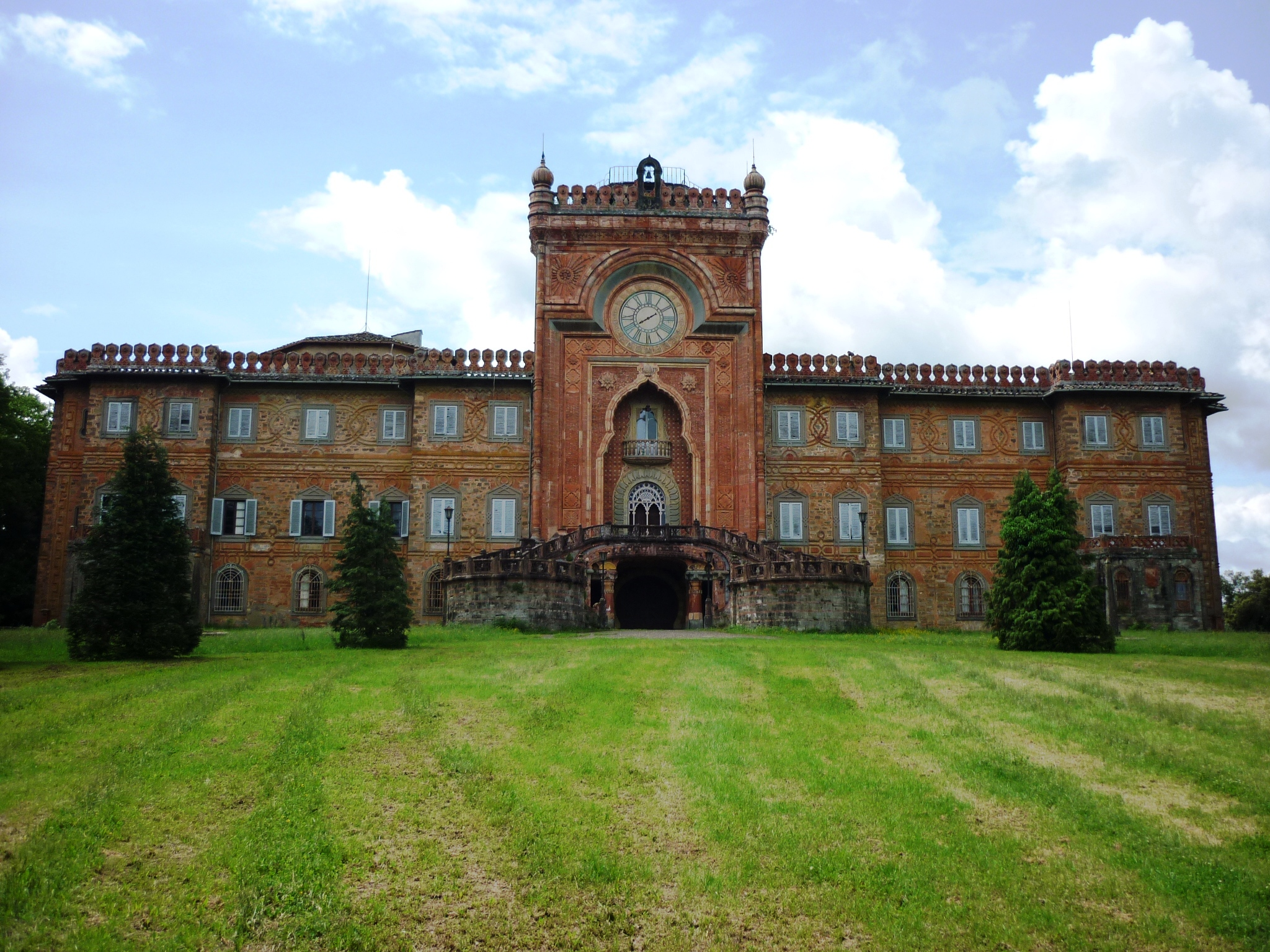
Castello di Sammezzano

Ma il Marchese tra tutte le sue proprietà amò (e odiò) sempre il Castello di Sammezzano, deluso anche dai suoi contemporanei e dalla vita politica di allora, preferì rifugiarsi qui lontano dalle voci, dagli scandali e dalle delusioni di partito e di ideali liberali quali lui aveva. Si ricorda infatti che finanziò le Guerre d'Indipendenza che portarono all'Unità d'Italia. Fu un appassionato combattente durante i moti del '48 ed un fedele sostenitore della causa nazionale, fu Consigliere comunale a Firenze a Reggello e (probabilmente) a Rignano sull'Arno, membro del Consiglio Compartimentale (poi Consiglio Provinciale) dal 1860 al 1864 e Deputato del Regno nella IX e X Legislatura, carica da cui si dimise nel 1867, ma tutto questo lo deluse a tal punto che nella "Sala delle stalattiti" del Castello, nascosta tra stucchi e colori, fa scrivere una frase in latino: Pudet dicere sed verum est publicani scorta – latrones et proxenetae italiam capiunt vorantque nec de hoc doleo sed quia mala – omnia nos meruisse censeo ("Mi vergogno a dirlo, ma è vero, l'Italia è in mano a ladri, "meretrici" e sensali, ma non di questo mi dolgo, ma del fatto che ce lo siamo meritato"). Ma il percorso nelle sale è intriso del pensiero del Panciatichi e ogni particolare nasconde un pensiero.
In oltre quaranta anni della propria vita il Marchese Ferdinando ha direttamente pensato, progettato, finanziato e realizzato (in senso fisico dal momento che tutti i mattoni, gli stucchi, le piastrelle venivano realizzate “in loco”)  questo luogo a pochi chilometri di distanza da Firenze. Trascorse qui i suoi anni sovrintendendo egli stesso alla messa in opera del suo Sogno d'Oriente, leggendo sui libri, disegnando egli stessi i racemi e i disegni che tuttora sono visibili nelle stanze del Castello. Non viaggiò mai in Oriente eppure camminando nelle sale del Castello al Piano Nobile non si può fare a meno di pensare a quei luoghi lontani: Spagna e India in primis.
La Villa fu anche oggetto di visita da parte di 100 congressisti del IV Congresso degli Orientalisti del 1878 accorsi qui la fama che il luogo aveva oramai ottenuto per sua eccezionalità e originalità, tra questi S.A. Amedeo di Savoia, I Duca d'Aosta, Pasquale Villari, Ernesto Schiaparelli e Angelo De Gubernatis. Annesso alla villa c'è anche il secolare Parco, famoso per gli esemplari di sequoia gigante che il Marchese si fece arrivare direttamente dall'America del Nord.
Morì nel 1897 lasciando incompiuto il Castello. La proprietà, amministrata dalla figlia Marianna Panciatichi Ximenes, nota ornitologa ed esperta di malacologia,  passò ai nipoti Ferdinando, Alessandro e Marianna Di San Giorgio.

## Mostre
Dal 31 maggio al 1 giugno 2013, in onore dei 200 anni dalla nascita del marchese, si è tenuto un convegno con la presenza di studiosi illustri come F. Cardini, C. Aschengreen e A. Giuntoli.